# ZH 29
ZH 29 byla samonabíjecí puška vyráběná Zbrojovkou Brno, byla to jediná samonabíjecí armádní puška předválečného Československa, která se dočkala sériové výroby.

## Historie
Emanuel Holek se během svého působení v České zbrojovce Strakonice zabýval konstrukcí samonabíjecích pušek, z nichž vznikla samonabíjecí puška HB (Holek-Beneš). Po dvou letech ve Strakonicích se Emanuel Holek rozhodl přesídlit do zbrojovky Brno za starším bratrem Václavem. Zde dále pokračoval ve vývoji samonabíjecích pušek.
V roce 1929 se Emanuel Holek se svou ZH 29 zúčastnil soutěže na novou samonabíjecí pušku pro americkou armádu. Pro potřeby zkoušek byly zhotoveny dva kusy zbraní v ráži .276 Pedersen, které měly ještě celodřevěné předpažbí. ZH 29 sice v testech nevyhrála, ale byla oceněna její nízká hmotnost a zároveň přispěla ke zvýšení renomé brněnské zbrojovky v zahraničí. Ministerstvo národní obrany si v roce 1930 objednalo 10 kusů zbraně, které srovnávalo s puškami strakonické zbrojovky. Zkoušky zbraní sice nedopadly pro ZH 29 špatně co se týče spolehlivosti, ale MNO s rozhodlo dále vyčkat se zaváděním samonabíjecích pušek do výzbroje. V roce 1930 severočínský militarista Čang Süe-liang koupil 150 kusů ZH 29 a pozdějších letech dalších 125 kusů verze ZH 32. V roce 1931 litevské ministerstvo vnitra zakoupilo 50 pušek pro potřeby četnictva a pohraniční stráže. V roce 1934 si objednala habešská vláda dodávku lehkých kulometů a 100 pušek ZH 32. V druhé polovině 30. let československá armáda ještě několikrát zkoušela novější verze zbraně, ale nepadlo rozhodnutí zavést zbraně do výzbroje.
Důvodem proč ZH 29 nezaznamenala výraznější prodejní úspěch byla neobvyklá a komplikovaná konstrukce zbraně s vyosenými mířidly. Další komplikací byla náročnost zbraně na výrobu a tudíž i její vyšší cena. Pravděpodobně měl i systém uzamčení závěru negativní vliv na přesnost zbraně.

## Popis
Zbraň fungovala na principu odběru prachových plynů, které byly vedeny na píst, pevně spojený s nosičem závorníku. Uzamčení závěru bylo zcela neobvykle řešeno horizontálně sklopným závorníkem, který se opíral o výstupek na levé straně pouzdra závěru. Aby se snížilo negativní působení sil při výstřelu na dno nábojnice a závěr byla hlaveň vychýlena o 1° doprava oproti pouzdru závěru. Kvůli vychýlení hlavně vůči pouzdru závěru musela být muška vyosena doprava mimo osu hlavně a hledí zase doleva. Běžně se puška dodávala s pětiraným nebo desetiraným zásobníkem, ale byla schopná pojmout i 20 raný zásobník ze ZB 26. Střelivo bylo možné do zbraně doplňovat z nábojových pásků. Zbraň byla vybavena střeleckou pohotovostí, která se vypouštěla stisknutím spouště po doplnění střeliva. Všechny verze zbraně byly vybaveny děleným předpažbím, jehož přední část byla tvořena duralovým krytem a všechny verze bylo možné osadit bodákem vz. 24.

## Uživatelé

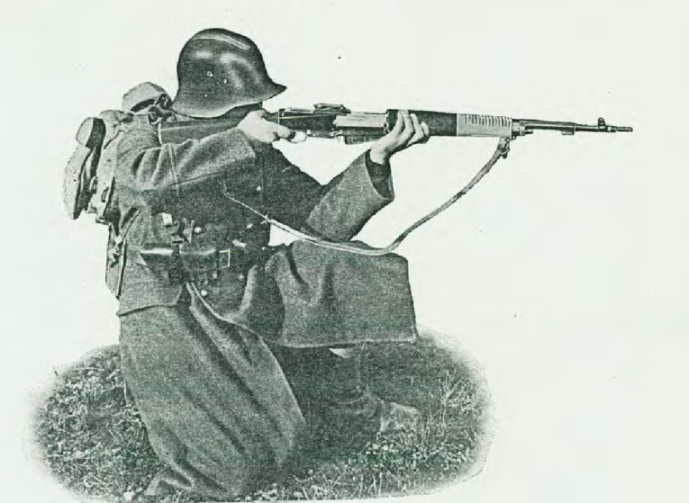
foto ze zkoušek zbraně československou armádou v roce 1930

- Čína 285 ZH 29 a ZH 32
- Litva 50 ZH 29
- Habeš 100 ZH 32